# إيدير ليما
إيدير ليما (بالبرتغالية: Éder Lima‏) (5 فبراير 1986 في ساو فيسنتي، ساو باولو في البرازيل – )؛ هو لاعب كرة قدم سابق كان يلعب كمدافع.

## وصلات خارجية
- إيدير ليما على موقع رابطة كرة القدم اليابانية للمحترفين (اليابانية)
- إيدير ليما على موقع قاعدة بيانات كرة القدم.إي يو (الإنجليزية)
- إيدير ليما على موقع Soccerway.com (الإنجليزية)
- إيدير ليما على موقع عالم كرة القدم.نت (الإنجليزية)